# Сариф, Шамим
Шамим Сариф (англ. Shamim Sarif, 24 сентября 1969, Великобритания) – британская писательница и кинорежиссёр южноазиатского и южноафриканского происхождения.

## Биография и творчество
Два поколения её предков выросли в ЮАР. Дебютировала романом Невидимый мир (2001), по которому позже сняла одноимённый фильм (2007); и роман, и фильм получили значительный резонанс. Её следующие книги и фильмы также встречались публикой и критикой с большим интересом. Романы переведены на несколько языков.
Делит жизнь с кинорежиссёром палестинского происхождения Ханан Каттан, с ними живут два их сына.

## Произведения

### Литературные сочинения
- And baby makes four// Long journey home: short stories by new lesbian writers. London  Women's Press, 2001 (новелла)
- The world unseen (2001; переизд. 2002, 2004, 2008, 2009; премия Бетти Траск, книга года, по оценке ведущей Йоханнесбургской газеты The Star; нем. пер. 2007, исп. пер. 2010)
- Despite the falling snow (2004, переизд. 2005, 2006, 2010; нем пер. 2010)

### Кинофильмы
- Невидимый мир /The World Unseen (2007, премия за лучший фильм на КФ гейского и лесбийского кино в Майами; специальная премия жюри и премия публики на МКФ гейского и лесбийского кино в Тампа; премия  лучшему режиссёру на КФ Феникс, США, и др.)
- Я не могу думать гетеросексуально/ I Can't Think Straight (2008, премия за лучший фильм на КФ гейского и лесбийского кино в Майами; специальная премия жюри и премия публики на МКФ гейского и лесбийского кино в Тампа)
- The House of Tomorrow (2011, документальный, номинация на лучший документальный фильм МКФ SoHo, Нью-Йорк)
- Несмотря на падающий снег/ Despite the Falling Snow (2014)